# کپیتال وان

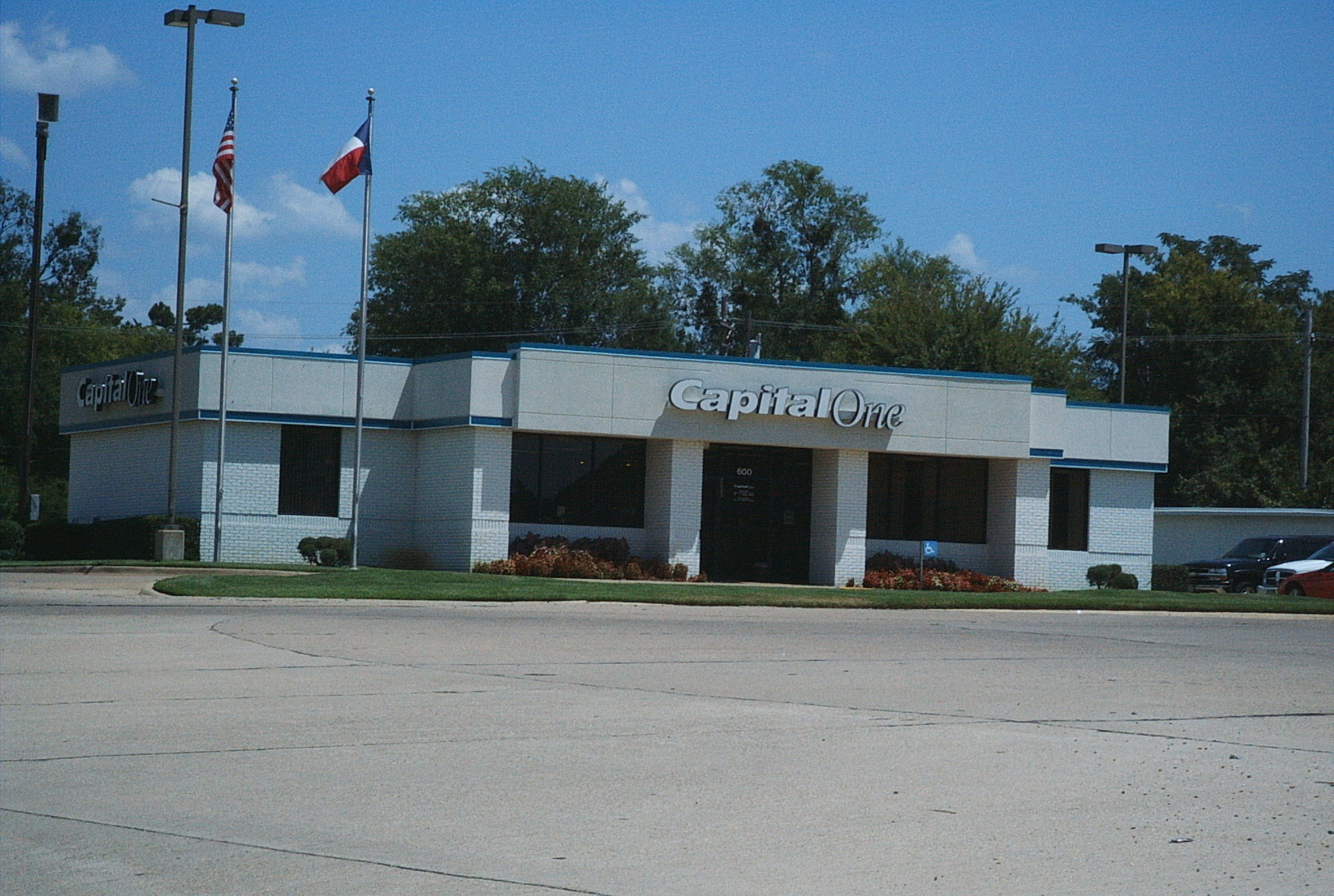
شعبه‌ای از کپیتال وان، در ویک ویلیج، تگزاس

کپیتال وان (به انگلیسی: Capital One) شرکت خدمات مالی آمریکایی است، که به‌عنوان هشتمین بانک بزرگ آمریکا شناخته می‌شود. تمرکز اصلی این بانک بر ارائه خدمات بانکداری خرد، کارت‌های اعتباری، عرضه انواع وام اتومبیل و وام‌های مسکن معطوف می‌باشد.
بانک کپیتال‌وان در سال ۱۹۸۸ توسط ریچارد فیربنک و نایجل موریس، در شهر ریچموند، ویرجینیا راه‌اندازی شد و در حال حاضر مالک شبکه‌ای از ۹۶۳ شعبه بانک و بیش از ۲ هزار دستگاه خودپرداز در کشورهای ایالات متحده آمریکا، کانادا و بریتانیا می‌باشد. شعبه مرکزی این بانک در شهر تایسونز کرنر، ویرجینیا قرار دارد و بخشی از سهام آن در بازار بورس نیویورک معامله می‌شود.